# Toronto Football Club
El Toronto Football Club, o simplemente Toronto F. C., es un equipo de fútbol de Canadá, originario de la ciudad de Toronto, Ontario. Fue fundado en octubre de 2005 y juega en la MLS, en la Conferencia del Este.
Debutó oficialmente en la temporada 2007 y convirtiéndose en el primer equipo canadiense en la historia de la MLS.
Toronto ha ganado ocho veces el Campeonato Canadiense de Fútbol, conquistó la MLS Cup en 2017 y ha logrado una MLS Supporters' Shield en 2017. A nivel continental, fue subcampeón de la Liga de Campeones de la Concacaf en la edición 2018.
Juega de local en el BMO Field y que cuenta con una capacidad para 30.000 espectadores. Dwayne De Rosario, Sebastian Giovinco, Jozy Altidore y Michael Bradley, son algunos de los futbolistas más destacados del club canadiense.

## Historia
Fue fundado en 2005 por Maple Leaf Sports & Entertainment Ltd, siendo la 13.º franquicia y el primer canadiense en jugar la Major League Soccer, además el primero de ese país en jugar en un estadio específico de fútbol.
El nombre del club se anunció oficialmente el 11 de mayo de 2006 por el propietario del equipo Maple Leaf Sports & Entertainment Ltd. No obstante, antes de la designación del nombre oficial se realizó una encuesta entre los aficionados de la ciudad, los nombres de esa encuesta fueron los siguientes: "Toronto Nationals," "Inter Toronto," "Toronto Reds," "Toronto FC," y "Toronto Barons." El 40% de los votantes optaron por el "Toronto FC".

### (2007 - 2009)
En la primera temporada en 2007, se jugó el primer encuentro oficial en la historia del equipo, el rival fue el Chivas USA y fue derrotado por 2 a 0. En el siguiente partido como local ante el Chicago Fire, fue triunfo por 3 a 1, siendo la primera victoria y el jugador Danny Dichio marcó el primer gol en la historia del Toronto FC. No terminó de la mejor manera en su primera temporada, ya que terminó último en la Conferencia Este con 25 puntos con 6 triunfos, 7 empates y 17 derrotas.
En el año siguiente, también finalizó último en la Conferencia Este, pese a que terminó en el segundo lugar en el Campeonato Canadiense de Fútbol a solo 2 puntos del Montreal Impact.
En 2009, las incorporaciones de jugadores como Dwayne de Rosario, mejoró en el arranque de la temporada, pero empeoró en la última jornada de la temporada regular cuando visitó a los New York Red Bulls y cayeron inesperadamente por 5-0, y culminó 5.º en la Conferencia del Este, estuvieron muy cerca de clasificar a sus primeros playoffs. Además, salió campeón del Campeonato Canadiense de Fútbol y clasificó a su primera competencia internacional a la Concacaf Liga Campeones 2009-10, pero quedó eliminado en primera fase ante los Puerto Rico Islanders.

### (2010 - presente)
En la cuarta temporada del club en 2010 no superó los playoffs con 35 puntos y Dwayne de Rosario fue el máximo anotador del equipo con 15 goles. Fue campeón del Campeonato Canadiense de Fútbol 2010 por segundo año consecutivo. Jugó la Concacaf Liga Campeones 2010-11, superó la primera fase al Motagua de Honduras, pero quedó eliminado en la fase de grupos en el tercer puesto del grupo A.
En 2011 terminó 8.º en la Conferencia del Este. Por tercera vez logró el Campeonato Canadiense de Fútbol 2011 tras superar a los Vancouver Whitecaps. En la Concacaf Liga Campeones 2011-12 superó en la fase preliminar al Real Estelí, y en la fase de grupos, terminó segundo y clasificó a cuartos de final por primera vez en su historia.
En una nueva temporada jugó por los cuartos de final de la Concacaf Liga Campeones 2011-12, eliminó a Los Angeles Galaxy (2 a 2 en la ida y ganó por 2 a 1 en el The Home Depot Center) y logró clasificar a semifinales en la cual se enfrentó al Santos Laguna, pero quedó eliminado tras empatar en casa 1-1 y cayendo por 2-6 en Torreón, siendo la mejor participación del club en una competición internacional en toda la historia. Finalizó con mal desempeño en la temporada 2012 de la MLS, último en la Conferencia del Este y en la tabla general con 23 puntos.
En la temporada 2015, Toronto FC avanzó por primera vez a la postemporada tras quedar 6° de la conferencia Este, pero quedó eliminado en primera ronda de los playoffs tras perder por 3-0 ante el mismísimo Montreal Impact. Sebastian Giovinco, quién fue clave de los primeros playoffs del equipo canadiense, culminó la temporada con 22 goles, 16 asistencias de gol y anotó 2 hat-tricks, y fue nombrado como el Jugador Más Valioso de la MLS.
En 2016 logró a clasificarse a su primera final de la Copa MLS y el primer club canadiense en hacerlo, luego de dejar en el camino al Philadelphia Union, al New York City FC y al Montreal Impact. Cabe señalar que la llave en las finales de conferencia ante el Impact fue una guerra de goles en los dos partidos, en el juego de ida ganó el Montreal 3-2 y en el encuentro de vuelta, Toronto dio el golpe y se impuso 3-2 en los 90 minutos, pero siguió insistiendo en el tiempo extra para anotar dos goles más y cerró con un resultado final de 5-2 y 7-5 en el global a favor del Toronto, es considerado como uno de los mejores partidos en la historia de la MLS.
En la final de la MLS Cup 2016, encuentro que se realizó el 10 de diciembre en el BMO Field frente a los Seattle Sounders, el juego terminó 0-0 después de los 120 minutos, a pesar de que el Toronto fue más que su rival. En los penales fue derrotado 4-5 y el club de Seattle se coronó campeón.
En 2017, fue el vencedor del Campeonato Canadiense de Fútbol por sexta ocasión. Mientras que en la MLS, culminó primero en la temporada regular y se quedó con el Supporters' Shield como el mejor equipo de dicha fase y el primer club canadiense en ganar el trofeo. Además, sumaron 69 unidades y establecieron un récord como el equipo con más puntos en la historia del campeonato. Volvieron a jugar la MLS Cup y se tomaron revancha de la final pasada y derrotaron por 2-0 a los Seattle Sounders y se coronaron campeones de la liga y el primer canadiense en conquistar el título. El Toronto logró el triplete por haber ganado los tres torneos durante el año, el primer club de la MLS en conseguirlo.
En 2018, logra llegar a la Final de la Liga de Campeones de la Concacaf tras eliminar en semifinales al Club América de México en el global 4 por 2 tras ganar la ida 3-1 y empatar de visita en el Estadio Azteca 1 a 1. En la fase de octavos de final había eliminado al Colorado Rapids de la MLS tras ganar de visita 2 por 0 en la vuelta sacó un empate sin goles. En cuartos de final dejaría en el camino a los Tigres UANL de México, al ganar en la ida 2 a 1 y luego en la vuelta avanzó por el gol de visitante tras perder en 3 por 2. Jugó la gran final ante el Club Deportivo Guadalajara el 18 de abril en el BMO Field y la vuelta el 25 de abril en el Estadio Akron de Guadalajara.
El 18 de abril en el BMO Field (partido de ida) ante 29 925 personas, perderían 2-1 en donde los visitantes anotaron por medio de Rodolfo Pizarro al primer minuto y Alan Pulido al minuto 27 del complemento que desequilibraron el empate parcial de los locales por medio de Jonathan Osorio al minuto 19. Una semana después en el Estadio Akron (partido de vuelta), la casa de Chivas, si bien perdían al minuto 19 a través de Orbelín Pineda, reaccionaron, remontaron y lograron empatar el global gracias a Jozy Altidore al minutos 25 y al italiano Sebastian Giovinco a 2 minutos del cierre de la primera parte, y forzó los penales (Global 3-3). Pero la diosa fortuna no estuvo de su lado porque los dos tiros errados de Jonathan Osorio y el tiro definitivo de Michael Bradley atajado por el portero Rodolfo Cota, sentenciaron el campeonato a favor del Chivas de Guadalajara (penales 2-4) y por lo tanto el segundo subcampeonato para Canadá, ya que Montreal Impact (primer equipo canadiense en disputar la final) sucumbió ante el poderío del Club América.
Pero, a pesar de un digno segundo lugar, Jonathan Osorio y Sebastian Giovinco, fueron los máximos goleadores del torneo con 4 goles cada uno, el primero se llevó la bota de oro y el segundo se fue el mejor jugador del torneo.

## Indumentaria
|  | Para un completo desarrollo véase Historia del uniforme del Toronto FC |

- Marca deportiva actual: Adidas.
- Uniforme titular: Camiseta roja, pantaloneta roja y medias rojas.
- Uniforme alternativo: Camiseta blanca, pantaloneta blanca y medias blancas.

| Primero | (Ver evolución) | Actual |

### Proveedores y patrocinadores
| Período       | Proveedor | Patrocinador (pecho) | Rama  | Patrocinador (manga) | Rama              |
| ------------- | --------- | -------------------- | ----- | -------------------- | ----------------- |
| 2007—2019     | Adidas    | Bank of Montreal     | Banco | Ninguno              | ——                |
| 2020—presente | Adidas    | Bank of Montreal     | Banco | GE Appliances        | Electrodomésticos |

## Instalaciones

### Estadio

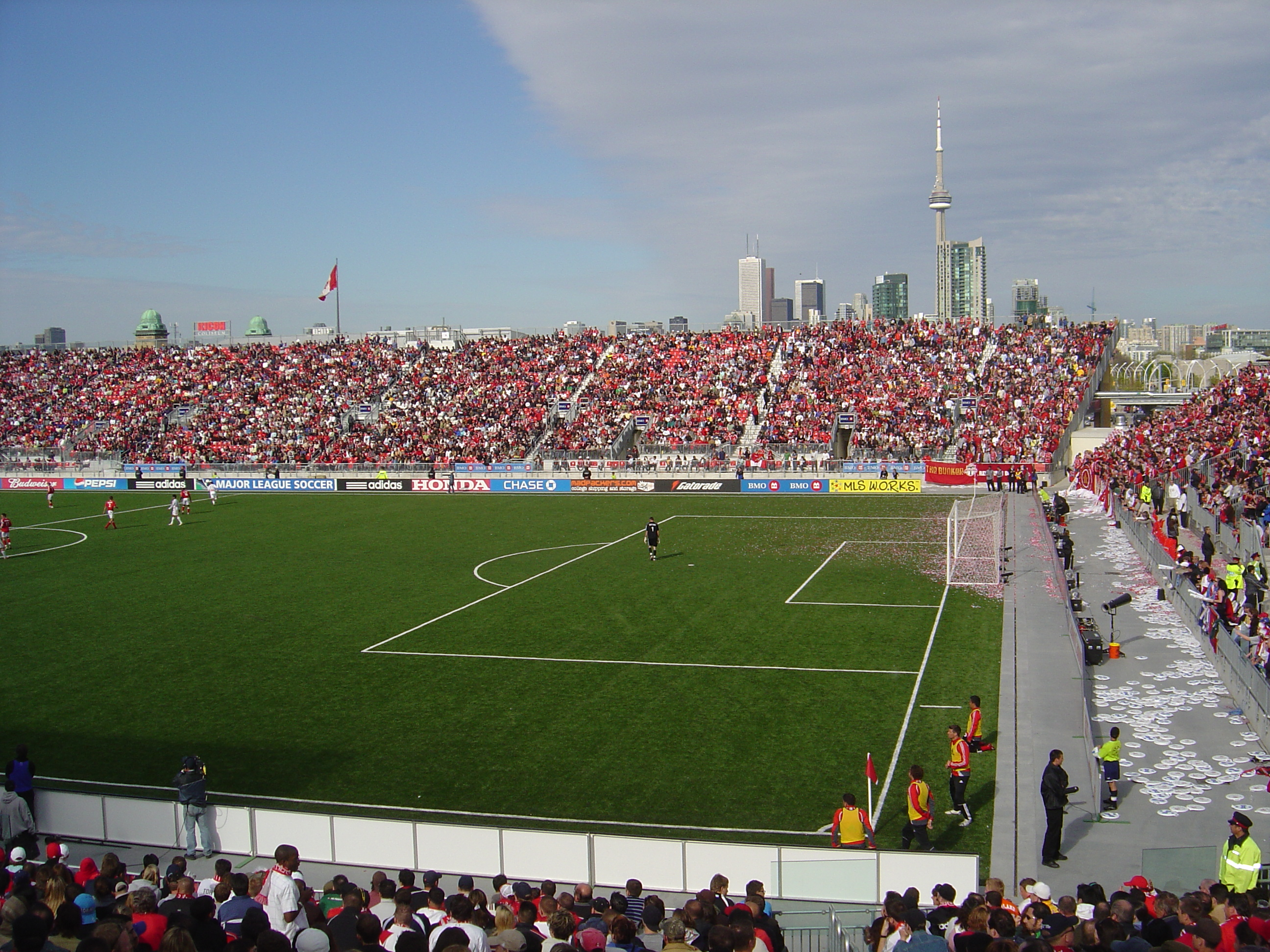
BMO Field

Toronto FC juega sus partidos como local en el BMO Field en Toronto, fue inaugurado en el año 2007 y cuenta con una capacidad para 30.586 espectadores. También albergó la final de la MLS Cup 2010 y 2016, el Juego de las estrellas de la MLS de 2008 y la Copa Mundial de Fútbol Sub-20 de 2007.

## Datos del club

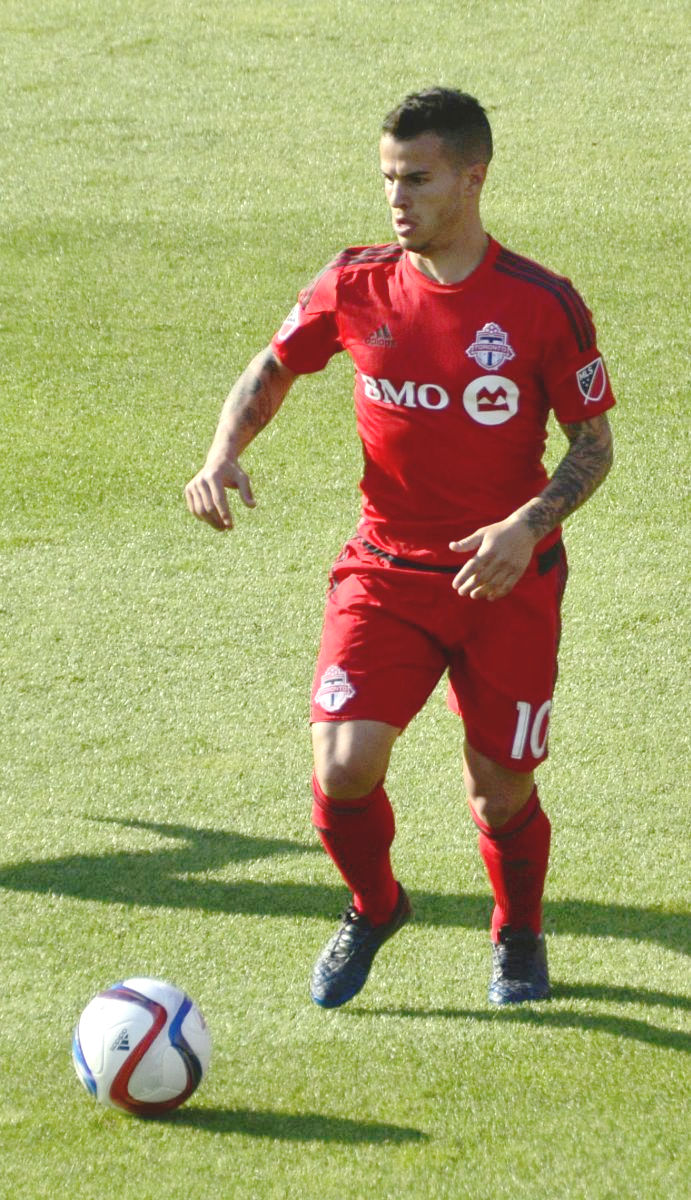
Sebastian Giovinco el máximo goleador histórico del club, con 83 goles en diferentes competiciones.

- Temporadas en la Major League Soccer: 14: (2007 - presente).
- Mayor goleada conseguida:
  - En campeonatos nacionales: 5-0 ante el Orlando City en 2015 y frente al Columbus Crew en 2017.
  - En torneos internacionales: 5-1 ante el Águila en 2012.
- Mayor goleada encajada:
  - En campeonatos nacionales: 0-5 New York Red Bulls en 2009 y 2011.
  - En torneos internacionales: 2-6 Santos Laguna en 2012 y 0-4 UNAM en 2011.
- Mejor puesto en la liga: 1.º (2017) en la Conferencia Este.
- Peor puesto en la liga: 10.º (2012) en la Conferencia Este.
- Máximo goleador:  Sebastian Giovinco (83).
- Portero menos goleado:  Alex Bono.
- Más partidos disputados:  Jonathan Osorio  (366).
- Primer partido en campeonatos nacionales: Chivas USA. 2 - 0 Toronto FC (7 de abril de 2007 en el estadio The Home Depot Center)
- Primer partido en torneos internacionales oficiales: Toronto FC 0 - 1 Puerto Rico Islanders (29 de julio de 2009 en el estadio BMO Field)
- Participaciones en torneos internacionales oficiales (5):

| Competencia                          | Edición                                              |
| ------------------------------------ | ---------------------------------------------------- |
| Liga de Campeones de la Concacaf (7) | 2009-10, 2010-11, 2011-12, 2012-13, 2018, 2019, 2021 |

### Trayectoria
| Temporada | MLS  | MLS     | Playoffs MLS  | Campeonato Canadiense | Concachampions   |
| Temporada | Este | General | Playoffs MLS  | Campeonato Canadiense | Concachampions   |
| --------- | ---- | ------- | ------------- | --------------------- | ---------------- |
| 2007      | 7.º  | 13.º    | –             |                       | –                |
| 2008      | 7.º  | 12.º    | –             | Subcampeón            | –                |
| 2009      | 5.º  | 12.º    | –             | Campeón               | Ronda preliminar |
| 2010      | 5.º  | 11.º    | –             | Campeón               | Fase de grupos   |
| 2011      | 8.º  | 16.º    | –             | Campeón               | Semifinales      |
| 2012      | 10.º | 19.º    | –             | Campeón               | Fase de grupos   |
| 2013      | 9.º  | 17.º    | –             | Semifinales           | –                |
| 2014      | 7.º  | 13.º    | –             | Subcampeón            | –                |
| 2015      | 6.º  | 12.º    | Primera ronda | Semifinales           | –                |
| 2016      | 3°   | 5°      | Subcampeón    | Campeón               | –                |
| 2017      | 1°   | 1°      | Campeón       | Campeón               | –                |
| 2018      | 9°   | 19°     | –             | Campeón               | Subcampeón       |
| 2019      | 4°   | 9°      | Subcampeón    | Subcampeón            | Octavos de final |
| 2020      | 2°   | 2°      | Primera ronda | Campeón               | –                |
| 2021      | 13°  | 26°     | –             | Subcampeón            | Cuartos de final |

## Jugadores

### Más apariciones en club
- Actualizado al 31 de octubre de 2024.

| # | Jugador         | Años      | Liga | Playoffs | Copas Nacionales | Copas Internacionales | Total |
| - | --------------- | --------- | ---- | -------- | ---------------- | --------------------- | ----- |
| 1 | Jonathan Osorio | 2013–     | 303  | 17       | 32               | 18                    | 370   |
| 2 | Michael Bradley | 2014–2023 | 259  | 17       | 17               | 15                    | 308   |
| 3 | Justin Morrow   | 2014–2021 | 207  | 16       | 20               | 11                    | 254   |
| 4 | Mark Delgado    | 2014–2022 | 182  | 11       | 17               | 15                    | 225   |
| 5 | Jozy Altidore   | 2015–2022 | 140  | 13       | 9                | 11                    | 173   |

### Máximos goleadores
- Actualizado al 31 de octubre de 2024.

| # | Jugador            | Años           | Liga | Playoffs | Copas Nacionales | Copas Internacionales | Total |
| - | ------------------ | -------------- | ---- | -------- | ---------------- | --------------------- | ----- |
| 1 | Sebastian Giovinco | 2015–2018      | 68   | 5        | 6                | 4                     | 83    |
| 2 | Jozy Altidore      | 2015–2022      | 62   | 8        | 6                | 3                     | 79    |
| 3 | Jonathan Osorio    | 2013–          | 48   | 4        | 8                | 5                     | 65    |
| 4 | Dwayne de Rosario  | 2009–2011 2014 | 28   | 0        | 4                | 1                     | 33    |
| 5 | Alejandro Pozuelo  | 2019–2022      | 26   | 2        | 2                | 0                     | 30    |

## Entrenadores

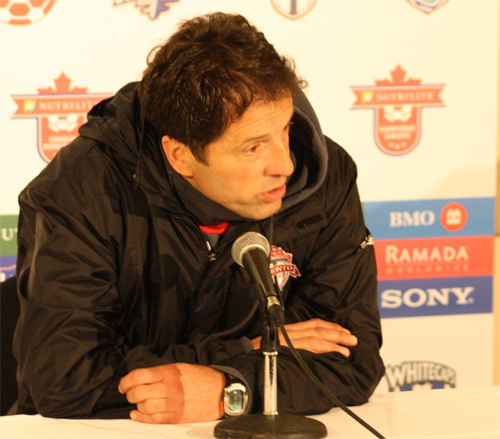
Preki dirigió al club en 2010.

### Cronología de los entrenadores
- Mo Johnston (2006-2008)
- John Carver (2008−2009)
- Chris Cummins (2009) (interino)
- Preki (2010)
- Nick Dasovic (2010) (interino)
- Aron Winter (2011-2012)
- Paul Mariner (2012)
- Ryan Nelsen (2013-2014)
- Greg Vanney (2014-2020)
- Chris Armas (2021)
- Javier Pérez  (2021)
- Bob Bradley (2021-2023)
- Terry Dunfield (2023) (interino)
- John Herdman (2023-2024)
- Robin Fraser (2025-)

## Palmarés

### Estados Unidos
- Major League Soccer (1): 2017.
- MLS Supporters' Shield (1): 2017.
- Conferencia del Este de la MLS:
  - Playoffs (3): 2016, 2017, 2019.
  - Temporada regular (1): 2017.
- Subcampeón de la MLS Cup (2): 2016, 2019.

### Canadá
- Campeonato Canadiense de Fútbol (8): 2009, 2010, 2011, 2012, 2016, 2017, 2018, 2020.[15]

- Subcampeón del Campeonato Canadiense de Fútbol (4): 2008, 2014, 2019, 2022.

### Torneos amistosos
- Trillium Cup (4): 2011, 2014, 2016, 2017.

### Torneos internacionales
- Subcampeón de la Liga de Campeones de la Concacaf (1): 2018.
- Subcampeón de la Campeones Cup (1): 2018.